# Star Trek V: Ostateczna granica
Star Trek V: Ostateczna granica (ang. Star Trek V: The Final Frontier) – piąty film, którego akcja dzieje się w uniwersum Star Trek, wyprodukowany przez wytwórnię Paramount Pictures w 1989 roku.

## Fabuła
Piąta część przygód załogi kapitana Jamesa T. Kirka rozpoczyna się wzięciem do niewoli przez Wolkana Sybocka ambasadorów w mieście „galaktycznego pokoju” Paradise. Urlop załogi „Enterprise” zostaje anulowany. Statek zostaje wysłany w celu uwolnienia zakładników. Jak się okazuje Sybockowi zależy głównie na statku, którym chce dotrzeć do środka uniwersum w celu spotkania Boga. W trakcie odbijania zakładników okazuje się, że Sybock jest przyrodnim bratem Spocka. „Enterprise” przekracza ostateczną barierę, a w ślad za nim klingoński statek, którego kapitan chce się zemścić na Kirku za porwanie i zabicie klingońskiej załogi w trzeciej części sagi. Załoga znajduje tam planetę, na którą Kapitan Kirk, dr McCoy, Spock oraz Sybock udają się promem. W trakcie rozmowy z bogiem okazuje się on nie tym za kogo uważał go Sybock. „Zjawa” rani Kirka, a następnie Spocka. Sybock, rozumiejąc swój błąd, stara się powstrzymać napotkaną istotę oraz poznać jej ból, co powoduje jego śmierć. Spock i dr McCoy zostają przetransportowani z powrotem na pokład „Enterprise”. Z powodu problemów technicznych kapitan Kirk zostaje na planecie, będąc celem znajdującej się tam istoty. Z pomocą przychodzi mu Spock, a także klingoński Bird of Prey. Po zniszczeniu zjawiska i uwolnieniu zakładników, bohaterowie wracają z powrotem na urlop.